# ۱۴۰ (بازی ویدئویی)
۱۴۰ (انگلیسی: 140) یک بازی ویدئویی در سبک سکوبازی است که توسط دابل فاین پروداکشنز و در سال ۲۰۱۳ و در پلت‌فرم‌های مایکروسافت ویندوز، مک‌اواس و لینوکس منتشر شده‌است. نسخه کنسول‌های اکس‌باکس وان، وی یو و پلی‌استیشن ۴ نیز در سال ۲۰۱۶ در دسترس قرار گرفت. نسخه‌ای برای کنسول‌های بازی دستی پلی‌استیشن ویتا و نینتندو ۳دی‌اس نیز در دستور کار قرار داشت، اما بعدها لغو گردید.